# Динейро
Динейро (порт. dinheiro) — денежная единица Португалии с конца XII века примерно до 1433 года. При расчётах 12 динейро равнялись 1 сольдо, а 20 сольдо равнялись 1 либра.
Чеканку первой португальской монеты начал первый португальский король Афонсу I Великий. Вскоре после 1179 года, когда папской буллой Португалия была признана независимым государством, он приказал чеканить монеты номиналом в половину динейро (называемую меальа) и в один динейро. Они были скопированы с испанского динеро и чеканились из биллона. Они обращались наряду с византийской силиквой, а также дирхемами и динарами мавров.
Примерно в 1200 году король Саншу I ввёл золотую монету морабитино (аналог испанской мараведи), равную 15 сольдо. Сто лет спустя король Диниш I ввёл в обращение серебряную монету торнес, равную 5½ сольдо.
В 1380 году король Фернанду I ввёл в обращение ряд новых монет: золотую монету добра, равную 6 либра, серебряную монету реал, равную 10 сольдо, а также ряд биллоновых монет, названия ряда которых (например, пиларте для монеты в 7 динейро) были связаны с военным снаряжением, поставлявшимся из Франции во время войны с Кастилией.
Во время правления Жуана I в обращение был введён новый реал, известный как «реал в 3½ либры» или «реал бранко», равный 70 сольдо. Он должен был стать основной расчётной единицей с момента вступления на престол преемника Жуана I — Дуарте I, что случилось в 1433 году.